# Aziz Șaverșian
Aziz Sergheievici Șaverșian (în rusă: Азиз Серге́евич Шавершян; 24 March 1989 – 5 august 2011), cunoscut sub numele de Zyzz pe internet, a fost un bodybuilder australian născut în Moscova, celebritate pe internet, antrenor personal, model și striper part-time care a stabilit un cult după ce a postat mai multe videoclipuri pe YouTube, începând cu 2007. La sfârșitul lunii iulie 2011 a fost adus în centrul atenției când The Sydney Morning Herald a publicat un articol despre arestarea fratelui său mai mare, Said Shavershian, pentru posesie ilegală de steroizi anabolici. Pe 5 august 2011, în timp ce se afla în vacanță în Bankok, Thailanda, Aziz Shavershian a suferit un atac de cord și a murit la vârsta de 22 de ani.

## Biografie
Shavershian a fost născut în Moscova, Rusia, cel mai tânăr copil al lui Maiane Iboian, ce lucrează în cardiologie și Sergei Shavershian. Are un frate mai mare, Said Shavershian, ce este cunoscut sub numele de "Chestbrah" pe internet.
La începutul anilor 90, Shavershian și familia sa, s-au mutat în Australia. A crescut în Eastwood, New South Wales și a urmat cursurile liceului Catolic Marist College Eastwood, unde a obținut diploma Dux. Înainte să moară în August 2011, era pe cale să termine University of Western Sydney, cu specializare în afaceri și comerț.

## Bodybuilding
Înainte de a deveni un bodybuilder, Shavershian a fost descris ca fiind un "copil slab" și un ectomorf. Imediat după ce a terminat liceul, Shavershian care a fost inspirat de către fratele său bodybuilder, s-a alăturat unei săli de forță locale și a început să învețe despre nutriție și antrenamente și a început să le aplice în aventura sa de a deveni un bodybuilder. Acesta petrecea două ore pe zi, cinci zile pe săptămână în sala de forță. Printre bodybuilderii profesioniști favoriți se aflau actorul/politicianul Arnold Schwarzenegger și Frank Zane.

Într-un interviu cu site-ul de bodybuilding Simplyshredded.com, Shaversian a relatat că la început a dorit să devină bodybuilder pentru a "impresiona fete". A spus că se uita la poze cu bodybuilderi foarte definiți și își spunea că într-o bună zi va ajunge ca ei. După aproape patru ani de antrenamente, Shavershian a relatat:
Pot spune cu siguranță că motivația mea pentru antrenament este peste aceea de a impresiona oameni, este derivată din sentimentul de a îți seta anumite obiective și a le atinge și a mă depăși la sală. Pur și simplu iubesc asta, sentimentul de a reuși ultima repetiție și a avea mușchii umflați până când simți că ți se rupe pielea este ceva fără ce nu aș putea trăi.
Înaintea morții sale, Shavershian a fost figura centrală a unei subculturi a bodybuildingului amator din Australia, supranumită "aesthetics", ce a popularizat-o. A scos pe piață propria lui proteină, numită "Protein of the Gods", apărută în iunie 2011, o colecție vestimentară și pe 17 mai 2011, a apărut Zyzz's Bodybuilding Bible, bazată pe o serie de cunoștințe despre bodybuilding ce le-a învățat în patru ani de antrenamente. A declarat că internetul l-a ajutat să își construiască brandul și a fost posibil în special cu ajutorul rețelelor sociale.

### Presupusul abuz de steroizi
Pe 14 iulie 2011, fratele lui Shavershian, Said, a fost arestat pentru posesie ilegală de steroizi anabolizanți, pentru care după moartea lui Aziz a pledat vinovat. The Sydney Morning Herald a relatat cazul și a postat o poză cu Aziz. Aziz a obiectat faptul că o poză cu el a fost folosită într-un articol ce relata folosirea steroizilor anabolici.
Când a fost întrebat de The Daily Telegraph, Aziz a negat că ar fi folosit vreodată steroizi și a spus că forma corpului său se datorează muncii din greu la sală și unei diete stricte. Potrivit The Sydney Morning Herald, compania care l-a angajat pe Aziz ca stripper a susținut că era un tip minunat, "în afara steroizilor". Shavershian a folosit de multe ori fraze precum "cycling" ceea ce potrivit The Daily Telegraph înseamnă "folosirea unui ciclu de steroizi" în limbajul de sală.

## Decesul și urmările
Pe 5 august 2011, Aziz Shavershian a suferit un atac de cord într-o saună, în timp ce se afla în vacanță în Bangkok, Thailanda. A fost dus la un spital, unde doctorii nu au reușit să îl readucă la viață. Familia și prietenii săi au dat de știre despre decesul lui pe Facebook. Moartea sa a fost confirmată Marți, 9 august de către Departamentul de Relații Externe (DFAT).
La autopsie s-a descoperit că acesta avea o afecțiune congenitală a inimii nedetectată. Familia sa a declarat că a avut câteva simptome minore cu câteva luni înainte de luna august, inclusiv tensiune crescută și respirație dificilă ocazională. Familia sa a avut un istoric de probleme cu inima.
Potrivit The Sydney Morning Herald, moartea lui Shavershian a fost a șasea cea mai căutată moarte în Australia, în 2011. Înaintea morții sale, Shavershian a postat un videoclip cu el pe o rețea de socializare, ce a ajuns mai târziu pe locul 18 în topul videoclipurilor de știri ale anului 2011 ale canalului de știri Nine News. Pe perioada mai 2011 - mai 2012, statisticile Google Insight au arătat că a fost căutat pe Google de tot atâtea ori ca prim ministrul de atunci al Australiei. Julia Gillard.
La festivalul din Sydney 2012 New Year's Day Field Day, participanții s-au costumat în clone de ale lui Shavershian, drept tribut.
Said Shavershian a creat un videoclip tribut de 19 minute în memoria fratelui său Aziz, intitulat "Zyzz - The legacy" și l-a postat pe YouTube pe 22 martie 2012. Videoclipul a fost în topul videoclipurilor în trend pe YouTube de la sfârșitul lunii martie până la începutul lunii aprilie 2012.
Pagina de fani a lui Shavershian avea 60,000 de fani înaintea decesului său. În aprilie 2012, The Daily Telegraph a notat că pagina sa avea peste 300,000 de fani, înainte să devină inactivă câteva luni mai târziu.
Potrivit unei opinii prezentate în Wentworth Courier, deși sute de articole Wentworth Courier publicate online au atras mai puțini vizitatori din 2011, "Zyzz story" încă reușește "să fie citită și apare frecvent pe lista zilnică a celor mai citite articole pe site-ul Wentworth Courier."

## Filmografie
| Year | Series                      | Role | Notes                                          |
| ---- | --------------------------- | ---- | ---------------------------------------------- |
| 2010 | Underbelly: The Golden Mile | –    | Extra                                          |
| 2011 | The National Road Trip      | Zyzz | Episoade multiple. Momentan în post producție. |